# Чупино (Талицкий муниципальный округ)
Чупино — посёлок в Талицком городском округе Свердловской области. Входит в состав Чупинского сельсовета.

## География
Посёлок находится в юго-восточной части области, на расстоянии 15 километров к северо-востоку от города Талица, при одноимённой станции (обгонном пункте) Транссибирской железнодорожной магистрали.
Абсолютная высота — 84 метра над уровнем моря.

## Население
| 2002 | 2010 | 2021 |
| ---- | ---- | ---- |
| 0    | ↗11  | ↘9   |

## Улицы
Уличная сеть посёлка состоит из одной улицы (ул. Железнодорожная).